# Vodanj
Vodanj (em cirílico: Водањ) é uma vila da Sérvia localizada no município de Smederevo, pertencente ao distrito de Podunavlje, na região de Podunavlje. A sua população era de 1211 habitantes segundo o censo de 2011.

## Demografia
| 1948 | 1953 | 1961 | 1971 | 1981 | 1991 | 2002 | 2011 |
| ---- | ---- | ---- | ---- | ---- | ---- | ---- | ---- |
| 1197 | 1317 | 1363 | 1336 | 1406 | 1426 | 1314 | 1211 |